# Кеті Фрімен
Кеті Фрімен (англ. Cathy Freeman; нар. 16 лютого 1973) — австралійська аборигенка,легкоатлетка (спринтерка), олімпійська чемпіонка 2000 року, срібна призерка Олімпійських ігор 1996 року, дворазова чемпіонка світу. Громадська діячка, яка опікується освітою молодих аборигенів, сворила власний фонд на їх підтримку.

## Життєпис
Кетрін Астрід Саломея Фрімен народилася 1973 року в  штаті Квісленд (Австралія) в бідній багатодітній родині австралійських аборигенів. Мати дуже рано помітила особливий хист доньки до бігу. Свій перший забіг дівчинка виграла у вісім років. Вітчим Кеті також вірив у талант дівчинки і став її першим тренером.
У сімнадцять років Кеті отримала звання «Юна австралійка року», через рік стала «Спортсменкою-аборигенкою року». 1990 року виграла перші золоті медалі на Іграх Співдружності. Юна чемпіонка пройшла стадіоном, загорнувшись у прапор аборигенів Австралії.
У 1996 році Кеті досягла своєї дитячої мрії: стала олімпійською чемпіонкою. Вона встановила новий рекорд для Австралії та виграла срібну медаль. За декілька років вона здобула двадцять дві перемоги поспіль, у тому числі двічі на Чемпіонаті світу з легкої атлетики. Дівчина стала національною героїнею та отримала 1998 року звання «Австралійка року».
Вийшла на пенсію у тридцять років.
У 2007 р. заснувала «Фонд Кеті Фрімен», діяльність якого спрямована на підтримку молодих аборигенів Австралії.

## Спортивні досягнення
| Рік                   | Змагання                      | Місто                      | Місце                 | Дисципліна            | Примітки              |
| Представник Австралія | Представник Австралія         | Представник Австралія      | Представник Австралія | Представник Австралія | Представник Австралія |
| --------------------- | ----------------------------- | -------------------------- | --------------------- | --------------------- | --------------------- |
| 1990                  | Ігри Співдружності            | Окленд, Нова Зеландія      | 1                     | естафета 4×100 метрів | 43.87                 |
| 1990                  | Чемпіонат світу серед юніорів | Пловдив, Болгарія          | 3 (півфінал)          | біг на 100 метрів     | 11.87                 |
| 1990                  | Чемпіонат світу серед юніорів | Пловдив, Болгарія          | 5                     | біг на 200 метрів     | 23.61                 |
| 1990                  | Чемпіонат світу серед юніорів | Пловдив, Болгарія          | 5                     | естафета 4×100 метрів | 45.01                 |
| 1992                  | Чемпіонат світу серед юніорів | Сеул, Південна Корея       | 2                     | біг на 200 метрів     | 23.25                 |
| 1992                  | Чемпіонат світу серед юніорів | Сеул, Південна Корея       | 6                     | естафета 4×400 метрів | 3:36.28               |
| 1992                  | Олімпійські ігри              | Барселона, Іспанія         | 5 (чвертьфінал)       | біг на 200 метрів     | 51.52                 |
| 1992                  | Олімпійські ігри              | Барселона, Іспанія         | 7                     | естафета 4×400 метрів | 3:26.42               |
| 1993                  | Чемпіонат світу в приміщенні  | Торонто, Канада            | 6 (забіги)            | біг на 60 метрів      | 7.48                  |
| 1993                  | Чемпіонат світу в приміщенні  | Торонто, Канада            | —                     | біг на 200 метрів     | DSQ                   |
| 1993                  | Чемпіонат світу               | Штутгарт, Німеччина        | 5 (півфінал)          | біг на 100 метрів     | 11.21                 |
| 1994                  | Ігри Співдружності            | Вікторія, Канада           | 1                     | біг на 200 метрів     | 22.25                 |
| 1994                  | Ігри Співдружності            | Вікторія, Канада           | 1                     | біг на 400 метрів     | 50.38                 |
| 1994                  | Ігри Співдружності            | Вікторія, Канада           | 1                     | естафета 4×100 метрів | 43.43                 |
| 1995                  | Чемпіонат світу               | Гетеборг, Швеція           | 5 (півфінал)          | біг на 200 метрів     | 22.82                 |
| 1995                  | Чемпіонат світу               | Гетеборг, Швеція           | 4                     | біг на 400 метрів     | 50.60                 |
| 1995                  | Чемпіонат світу               | Гетеборг, Швеція           | 3                     | естафета 4×400 метрів | 3:25.88               |
| 1996                  | Олімпійські ігри              | Атланта, США               | 6 (півфінал)          | біг на 200 метрів     | 22.78                 |
| 1996                  | Олімпійські ігри              | Атланта, США               | 2                     | біг на 400 метрів     | 48.63                 |
| 1997                  | Чемпіонат світу               | Афіни, Греція              | 1                     | біг на 400 метрів     | 49.77                 |
| 1997                  | Чемпіонат світу               | Афіни, Греція              | 5 (півфінал)          | естафета 4×100 метрів | 43.21                 |
| 1999                  | Чемпіонат світу в приміщенні  | Маебасі, Японія            | 2                     | естафета 4×400 метрів | 3:26.87               |
| 1999                  | Чемпіонат світу               | Севілья, Іспанія           | 1                     | біг на 400 метрів     | 49.67                 |
| 1999                  | Чемпіонат світу               | Севілья, Іспанія           | 6                     | естафета 4×400 метрів | 3:28.04               |
| 2000                  | Олімпійські ігри              | Сідней, Австралія          | 6                     | біг на 200 метрів     | 22.53                 |
| 2000                  | Олімпійські ігри              | Сідней, Австралія          | 1                     | біг на 400 метрів     | 49.11                 |
| 2000                  | Олімпійські ігри              | Сідней, Австралія          | 5                     | естафета 4×400 метрів | 3:23.81               |
| 2002                  | Ігри Співдружності            | Манчестер, Велика Британія | 1                     | естафета 4×400 метрів | 3:25.63               |